# 馬格諾利亞 (密西西比州)
馬格諾利亞（英語：Magnolia）是一個位於美國密西西比州派克縣的城市。根據2010年美國人口普查，該地共人口2,420人，而該地的面積約為8.50平方千米。同時該地也是派克縣的縣治。

## 地理
馬格諾利亞的座標為31°08′57″N 90°27′41″W / 31.14917°N 90.46139°W，而該地的平均海拔高度為93米（即305英尺）。